# Aeroportul Warren
Aeroportul Warren (IATA: QRR, ICAO: YWRN) este un aeroport din Noul Wales de Sud, Australia ce deservește zona Warren⁠(d). A fost numit după zona deservită.
Situat la o altitudine de 200 m, aeroportul dispune de o singură pistă. Este operat de Warren Shire⁠(d).